# Hannes Lührsen

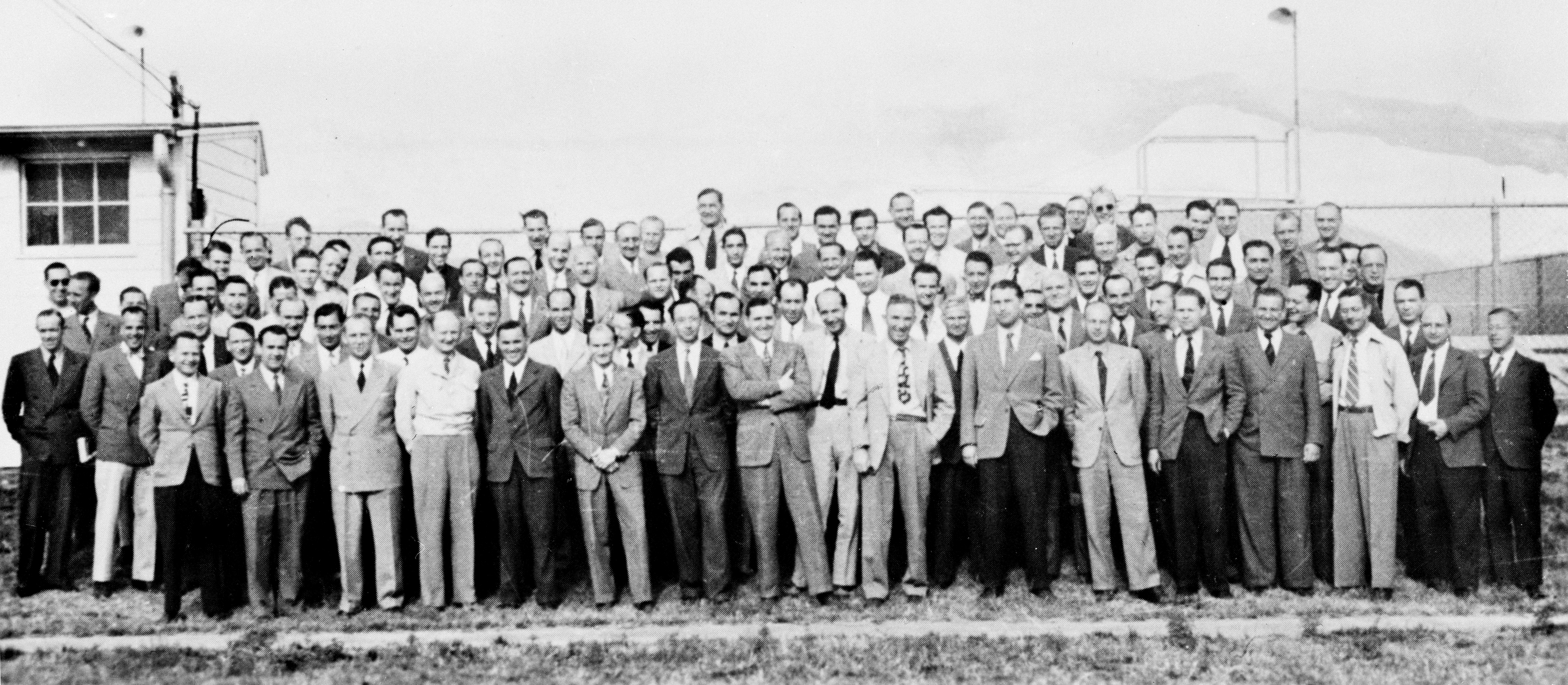
Hannes Lührsen (vordere Reihe, 3. v. li., in einer Gruppe deutscher Wissenschaftler, 1946)

Hanns-Gunther „Hannes“ Lührsen (* 13. März 1907 in Bargteheide; † 13. Januar 1986 in Heidelberg) war ein deutscher Architekt.
Er wurde Architekt und Planer für Wernher von Brauns Raketenteam am Entwicklungszentrum in Karlshagen und entwarf die Gebäude, Straßen und andere Infrastruktur in Peenemünde. Im März 1944 wurde er ebenso wie Magnus von Braun und andere kurzzeitig inhaftiert.
In der Operation Paperclip kam er nach Huntsville (Alabama), wo er am Redstone Arsenal arbeitete. 1951 plante er das damals wichtigste Einkaufszentrum und die Parkway, Huntsvilles Stadtautobahn.
Lührsen starb im Menglerbau in Heidelberg. Beerdigt ist er in Hamburg-Ohlsdorf.

## Veröffentlichungen
- Planungsskizze zur Erneuerung der Altstadt, In: Der Heidelberger Portländer 3/1968, S. 23–59

## Belege
1. ↑  Archivierte Kopie (Memento des Originals vom 21. Februar 2016 im Internet Archive)  Info: Der Archivlink wurde automatisch eingesetzt und noch nicht geprüft. Bitte prüfe Original- und Archivlink gemäß Anleitung und entferne dann diesen Hinweis.

| Personendaten    | Personendaten          |
| ---------------- | ---------------------- |
| NAME             | Lührsen, Hannes        |
| ALTERNATIVNAMEN  | Lührsen, Hanns-Gunther |
| KURZBESCHREIBUNG | deutscher Architekt    |
| GEBURTSDATUM     | 13. März 1907          |
| GEBURTSORT       | Bargteheide            |
| STERBEDATUM      | 13. Januar 1986        |
| STERBEORT        | Heidelberg             |